# Sinus Lunicus
El Sinus Lunicus (en llatí, "Badia del Lunik") és una àrea de mar lunar situada el llarg del bord sud-est de la Mare Imbrium. Està format per la superfície confinada entre els destacats cràters Arquimedes al sud-oest, Autòlic al sud-est, i Arístil·los al nord-est. La badia està oberta al nord-oest, i és vorejada per els Montes Spitzbergen, una petita cadena muntanyenca.

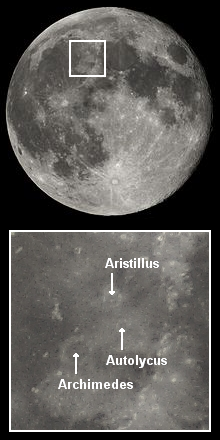
Ubicació del Sinus Lunicus sobre el globus lunar i els cràters que el circumden

L'adopció del nom de Sinus Lunik va ser aprovada per la Unió Astronòmica Internacional (UAI) en 1970, com una commemoració del lloc d'aterratge de la primera sonda espacial a fer contacte amb un altre cos interplanetari. La sonda soviètica Lunik 2 va aterrar a l'espai situat entre els cràters Arquimedes i Autolycus el 14 de setembre de 1959.
Les coordenades selenogràfiques oficials del Sinus Lunicus són 31.8° Nord i 1.4° Oest, amb un diàmetre envolupant de 126 quilòmetres.
Els elements característics més distintius de la badia són les seves complexes muralles exteriors formades pels materials ejectats procedents dels cràters Aristillus i Autolycus, i dels petits cràters satèl·lit Arquimedes C i Arquimedes D. L'albedo de la seva superfície fosca és augmentat pel material dispersat pels sistemes de marques radials d'Autòlic i d'Arístil·los. El meridià Lunar principal (o la línia de zenith) passa a 40  km del seu centre.

## Denominació
El nom de la badia va ser adoptat per la Unió Astronòmica Internacional en 1970.